# 20-as busz (Győr)
A győri 20-as jelzésű autóbusz a Zöld utca, Soproni út és az AUDI gyár, 8-as porta megállóhelyek között közlekedik. A vonalat a Volánbusz üzemelteti.

## Közlekedése
Minden nap közlekedik, a műszakváltásokhoz igazítva.

## Útvonala
| AUDI gyár, 8-as porta felé | Zöld utca, Soproni út felé |
| --- | --- |
| Zöld utca, Soproni út – Soproni út – Zöld utca – Jereváni út – Tihanyi Árpád út – Ifjúság körút – Kodály Zoltán utca – Szigethy Attila út – Ipar utca – Puskás Tivadar utca – Kandó Kálmán utca – Reptéri út – Martin utca – Kardán utca – Audi Hungária út – Laktanya utca – Audi Hungária út – AUDI gyár, 8-as porta | AUDI gyár, 8-as porta – Audi Hungária út – Laktanya utca – Audi Hungária út – Kardán utca – Martin utca – Reptéri út – Kandó Kálmán utca – Puskás Tivadar utca – Ipar utca – Szigethy Attila út – Kodály Zoltán utca – Ifjúság körút – Tihanyi Árpád út – Jereváni út – Zöld utca – Zöld utca, Soproni út |

## Megállóhelyei
Az átszállási kapcsolatok között a Ménfőcsanakról az AUDI gyár, 8-as portáig közlekedő 20Y busz nincs feltüntetve.
| 0  | Zöld utca, Soproni út végállomás                                          | 28 | 33 | 2, 41                                                                | |
| 1  | Jereváni út, posta                                                        | 26 | 31 | 2, 2B, 6, 7, 17, 17B, 26, 38, 38A, 41                                | Szabadhegyi Magyar-Német Két Tanítási Nyelvű Általános Iskola és Gimnázium, Lepke utcai Óvoda, Posta       |
| 2  | Tihanyi Árpád út, adyvárosi tó                                            | 24 | 29 | 2, 2B, 6, 7, 17, 17B, 26, 38, 38A, 41                                | Győr Plaza, Adyvárosi tó, PENNY MARKET                                                                     |
| 3  | Tihanyi Árpád út, Ifjúság körút (↓) Ifjúság körút, Kodály Zoltán utca (↑) | 23 | 28 | 7, 17, 17B, 19, 19A, 23, 23A, 24, 28, 41                             | Adyvárosi tó                                                                                               |
| 4  | Kodály Zoltán utca, gyógyszertár                                          | 22 | 27 | 7, 9, 9A, 17, 17B, 19, 19A, 24, 28, 41                               | Fekete István Általános Iskola, Kassák Lajos úti Bölcsőde, Vuk Óvoda, Kuopio park                          |
| 5  | Kodály Zoltán utca, Földes Gábor utca                                     | 21 | 26 | 7, 9, 9A, 14, 14B, 17, 17B, 19, 19A, 24, 25, 28, 41                  | Szivárvány Óvoda, Posta, Kuopio park, Fekete István Általános Iskola, Móra Ferenc Általános és Középiskola |
| 8  | Szigethy Attila út, Fehérvári út                                          | 19 | 23 | 7, 9, 9A, 14, 14B, 15, 17, 17B, 19, 19A, 23, 23A, 24, 25, 27, 28, 41 | Festékgyár, Adyvárosi sportcentrum, Barátság park                                                          |
| 10 | Ipar utca, ÉNYKK Zrt. (Korábban: Ipar utca, Volán-telep)                  | 17 | 21 | 14, 14B, 23, 23A, 24, 41                                             | ÉNYKK Zrt.                                                                                                 |
| 11 | Ipar utca, Puskás Tivadar utca (Korábban: Ipar utca, posta)               | 16 | 20 | 14, 14B, 23, 23A, 24, 41                                             | |
| 13 | Puskás Tivadar utca, Ipar utca                                            | 15 | 18 | 23, 24                                                               | |
| 14 | Puskás Tivadar utca, gázgyár                                              | 14 | 17 | 23, 24                                                               | |
| 16 | ÁTI-raktár                                                                | 13 | 15 | 12, 12A, 23, 24, 30, 30A, 30B, 31, 31A                               | |
| 17 | Reptéri út, Hűtőház utca                                                  | 12 | 14 | 12, 12A, 23, 24, 30, 30A, 30B, 31, 31A                               | Kenyérgyár                                                                                                 |
| 18 | Oxigéngyári utca                                                          | 10 | 12 | 12, 12A, 15, 15A, 24, 30Y                                            | |
| 20 | AUDI gyár, 4-es porta                                                     | 8  | 10 | 12, 12A, 15, 15A, 24, 30Y                                            | AUDI gyár                                                                                                  |
| 21 | Rába gyár, személyporta                                                   | 7  | 9  | 12, 12A, 15, 15A, 24, 30Y                                            | AUDI gyár, RÁBA gyár                                                                                       |
| 22 | Kardán utca, AUDI gyár, 3-as porta                                        | 6  | 8  | 12, 12A, 15, 15A, 24, 30Y                                            | AUDI gyár, RÁBA gyár                                                                                       |
| 23 | AUDI gyár, főbejárat                                                      | 5  | 7  | 12, 12A, 15, 15A, 24, 30Y                                            | AUDI gyár                                                                                                  |
| 25 | Íves utca                                                                 | 4  | 6  | 12, 12A, 24, 30Y                                                     | |
| 26 | AUDI gyár, 10-es porta (Honvédség)                                        | 2  | 2  | 12, 12A, 24                                                          | AUDI gyár, Honvédség                                                                                       |
| 27 | AUDI gyár, 9-es porta                                                     | 1  | 1  | 12, 12A, 24                                                          | AUDI gyár                                                                                                  |
| 28 | AUDI gyár, 8-as porta végállomás                                          | 0  | 0  | 12, 12A, 24                                                          | AUDI gyár                                                                                                  |

1. ↑  Egyes járatok kiemelt csúcsidei menetidővel közlekednek.